# Yoo Yeon-seong
Yoo Yeon-seong (kor. 유연성; * 19. August 1986 in Jeongeup, Jeollabuk-do, Südkorea) ist ein Badmintonspieler aus Südkorea.

## Sportliche Karriere
Yoo Yeon-seong stand bei der Badminton-Weltmeisterschaft 2009 im Achtelfinale des Mixeds mit Kim Min-jung. 2007 hatten beide schon Gold bei der Universiade errungen. Bei den China Open 2008 schafften es beide bis ins Viertelfinale. 2009 und 2010 wurden Yoo und Kim jeweils Zweite im Mixed bei den Asienmeisterschaften. Im Doppel schaffte er es 2010 sogar bis ganz nach oben und wurde Asienmeister.

## Sportliche Erfolge
| Saison | Veranstaltung               | Disziplin    | Platz | Name                          |
| ------ | --------------------------- | ------------ | ----- | ----------------------------- |
| 2004   | Junioren-Weltmeisterschaft  | Doppel       | 3     | Yoo Yeon-seong / Jeon Jun-bum |
| 2006   | Vietnam Open                | Mixed        | 1     | Yoo Yeon-seong / Lee Jung-mi  |
| 2006   | Vietnam Open                | Doppel       | 1     | Yoo Yeon-seong / Jeon Jun-bum |
| 2006   | Mongolia International      | Doppel       | 1     | Yoo Yeon-seong / Jeon Jun-bum |
| 2006   | Mongolia International      | Mixed        | 1     | Yoo Yeon-seong / Kim Min-jung |
| 2007   | Universiade                 | Mixed        | 1     | Yoo Yeon-seong / Kim Min-jung |
| 2008   | China Open                  | Mixed        | 5     | Yoo Yeon-seong / Kim Min-jung |
| 2009   | Weltmeisterschaft           | Mixed        | 9     | Yoo Yeon-seong / Kim Min-jung |
| 2009   | Asienmeisterschaft          | Mixed        | 2     | Yoo Yeon-seong / Kim Min-jung |
| 2010   | Asienmeisterschaft          | Doppel       | 1     | Yoo Yeon-seong / Cho Gun-woo  |
| 2010   | Asienmeisterschaft          | Mixed        | 2     | Yoo Yeon-seong / Kim Min-jung |
| 2010   | Thomas Cup                  | Team         | 5     | Südkorea                      |
| 2011   | China Open                  | Herrendoppel | 2     | Ko Sung-hyun / Yoo Yeon-seong |
| 2013   | Singapur Open Super Series  | Mixed        | 2     | Yoo Yeon-seong / Eom Hye-won  |
| 2013   | Chinese Taipei Open         | Mixed        | 2     | Yoo Yeon-seong / Eom Hye-won  |
| 2013   | Adidas China Masters        | Mixed        | 2     | Yoo Yeon-seong / Eom Hye-won  |
| 2013   | Denmark Open Super Series   | Herrendoppel | 1     | Yoo Yeon-seong / Lee Yong-dae |
| 2013   | Korea Grand Prix Gold       | Mixed        | 1     | Yoo Yeon-seong / Chang Ye-na  |
| 2013   | China Open Super Series     | Herrendoppel | 1     | Yoo Yeon-seong / Lee Yong-dae |
| 2013   | Hong Kong Open Super Series | Herrendoppel | 1     | Yoo Yeon-seong / Lee Yong-dae |